# Martin-chasseur à longs brins
Tanysiptera galatea
Espèce
Statut de conservation UICN

 LC  : Préoccupation mineure
Le Martin-chasseur à longs brins (Tanysiptera galatea) est une espèce d'oiseaux de la famille des Alcedinidae.

## Description

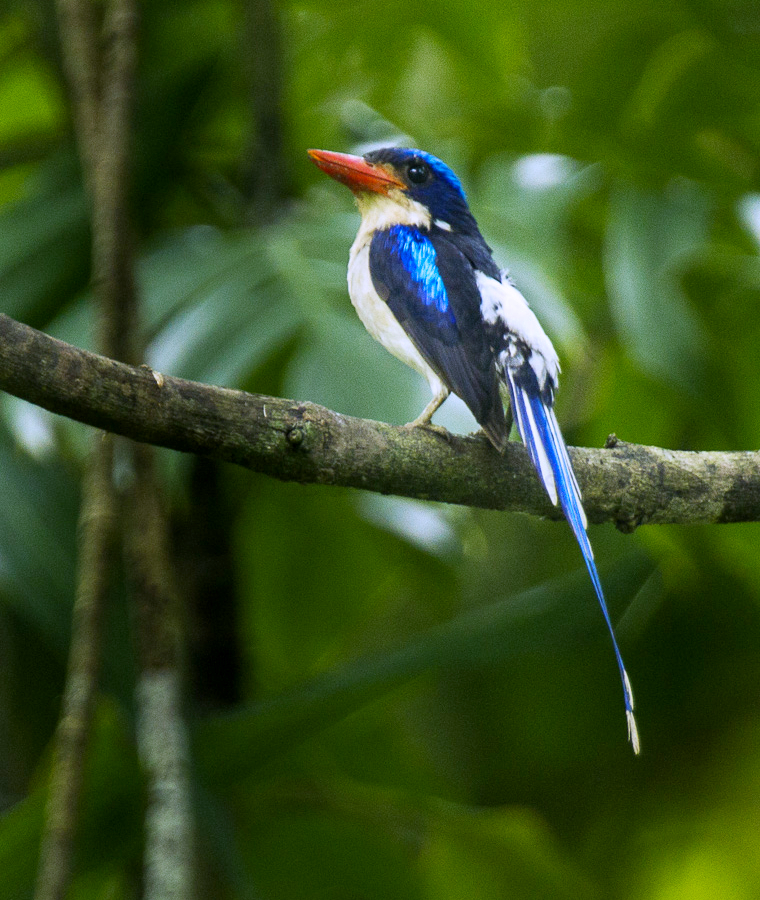
Martin-chasseur à longs brins.

Les Tanysiptera différent des autres marin-chasseurs présents sur leurs aires (Nouvelle-Guinée, Nouvelle-Bretagne et nord-est de l'Australie) par leurs plumes rectrices centrales allongées.

## Liste des sous-espèces
- Tanysiptera galatea acis Wallace, 1863
- Tanysiptera galatea boanensis Mees, 1964
- Tanysiptera galatea browningi Ripley, 1983
- Tanysiptera galatea brunhildae Jany, 1955
- Tanysiptera galatea doris Wallace, 1862
- Tanysiptera galatea emiliae Sharpe, 1871
- Tanysiptera galatea galatea G.R. Gray, 1859
- Tanysiptera galatea margarethae Heine, 1860
- Tanysiptera galatea meyeri Salvadori, 1889
- Tanysiptera galatea minor Salvadori & Albertis, 1875
- Tanysiptera galatea nais G.R. Gray, 1861
- Tanysiptera galatea obiensis Salvadori, 1877
- Tanysiptera galatea rosseliana Tristram, 1889
- Tanysiptera galatea sabrina G.R. Gray, 1861
- Tanysiptera galatea vulcani Rothschild & Hartert, 1915